# Matt Riddle
Pour les articles homonymes, voir Riddle.
Matthew Fredrick Riddle, né le 14 janvier 1986 à Allentown, est un catcheur (lutteur professionnel) et un ancien pratiquant d'arts martiaux mixtes américain. Il travaille actuellement à la Major League Wrestling et la New Japan Pro Wrestling, sous le nom de Matt Riddle. 
Il est aussi connu pour son travail à la World Wrestling Entertainment.
Il est d'abord pratiquant d'arts martiaux mixtes à l'Ultimate Fighting Championship entre 2008 et 2013 et se fait renvoyer après plusieurs contrôles antidopage positif au cannabis.
Il devient catcheur en 2015 et travaille dans diverses fédérations du circuit indépendant nord américain. Il remporte notamment le championnat du monde par équipes de la Pro Wrestling Guerrilla avec Jeff Cobb ainsi que le championnat de l'Evolve Wrestling.

## Jeunesse
Riddle fait partie de l'équipe de lutte de son lycée et fait aussi du ju-jitsu,. Après le lycée, il obtient une bourse pour étudier à l'université de Pennsylvanie d'East Stroudsburg (en). L'université annule cette bourse après avoir renvoyé l'entraineur de l'équipe de lutte.

## Carrière de combattant d'arts martiaux mixtes
Un jour[Quand ?], il reçoit un appel d'un producteur[Qui ?] de The Ultimate Fighter, une émission de l'Ultimate Fighting Championship, qui lui propose de participer à cette émission.
Pour son premier combat le 27 janvier 2008, il met K.O. Dan Simmler au début de la seconde reprise après des coups de poing au visage lui fracturant la mâchoire. Ce combat impressionne Quinton Jackson qui le choisit dans son équipe durant l'épisode suivant,. Sa précédente victoire le qualifie pour le premier tour du tournoi The Ultimate Fighter où il se fait éliminer par Tim Credeur qui le porte une clé de bras. Le 21 juin au cours de la finale de The Ultimate Fighter, il remporte un combat face à Dante Riviera par décision unanime.
Après The Ultimate Fighter, l'UFC l'engage pour étoffer la catégorie des poids welters. Il doit affronter Ryan Thomas le 15 novembre au cours d'UFC 91 mais il se blesse au genou à l'entraînement.

## Carrière de catcheur

### Circuit Indépendant (2014-2018)

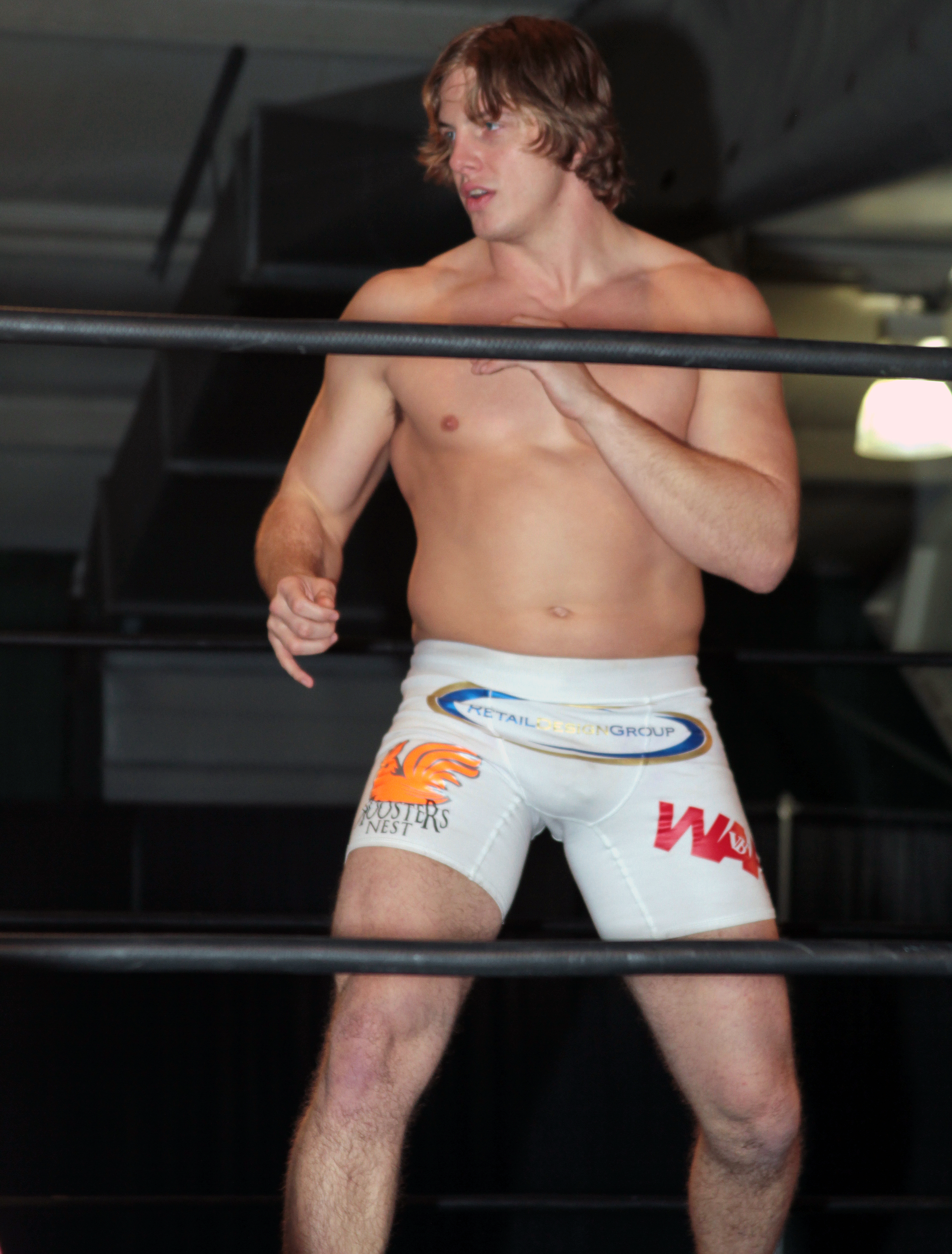
Riddle en 2015.

Riddle apprend le catch à la Monster Factory (en), une célèbre école de catch au New Jersey. Fait important, il a la particularité de lutter pieds nus.
Lors de RevPro/NJPW Global Wars 2017 - Tag 1, il bat El Desperado. Lors de GCW Matt Riddle's Bloodsport, il perd contre Minoru Suzuki par KO.

### Evolve (2015–2018)

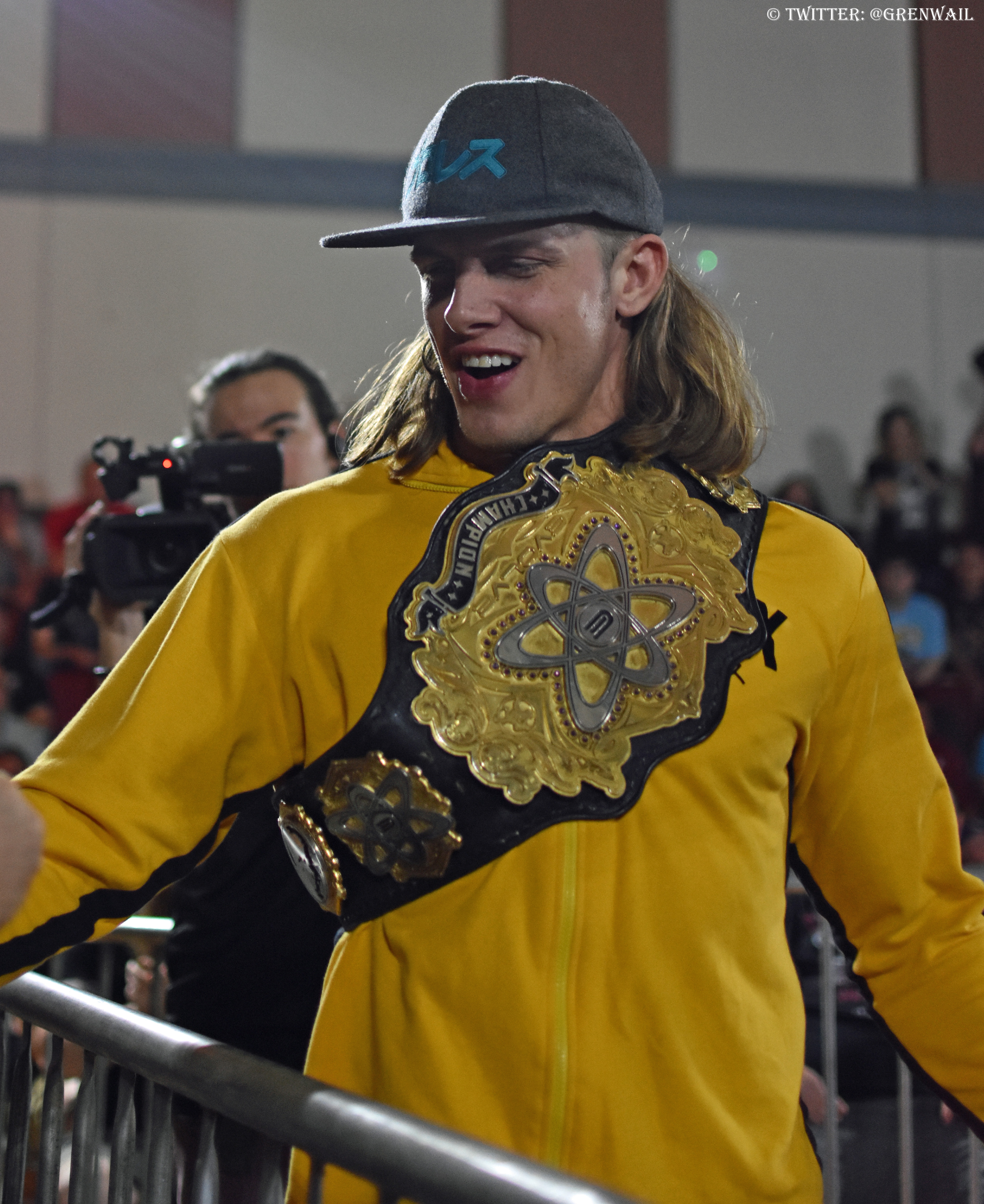
Matt Riddle en tant que champion de l'Evolve en 2018.

Le 7 novembre 2015 lors de Evolve 52, il bat Tracy Williams puis plus tard dans le show il vient en aide à Timothy Thatcher contre Catch Point (Drew Gulak, TJ Perkins et Tracy Williams) et propose un match par équipe qui est accepté et lors du match il se retourne contre Thatcher et rejoint Catch Point.
Le 1er avril 2017 lors de Mercury Rising 2017, il bat Tracy Williams, Fred Yehi, Jon Davis, Parrow et Timothy Thatcher dans un Six Way Elimination Match et devient le premier WWN Champion.
Le 14 octobre lors de Evolve 94, il perd le WWN Title au cours d'un last man standing match contre Keith Lee.
Le 5 avril 2018 lors de Evolve 102, il bat Zack Sabre, Jr. et remporte le Evolve Championship,.
Le 4 août lors de Evolve 108, il perd le Evolve Championship contre Shane Strickland au cours d'un Hardcore match.

### Progress Wrestling (2016–2018)
Le 15 janvier 2017 lors de Chapter 42, il bat Rampage Brown et remporte le Progress Atlas Championship.
Le 9 juillet 2017 lors de Chapter 51 : Scream for Progress, il perd son titre contre WALTER.
Le 12 août lors de Progress New York City, il bat WALTER par soumission et récupère le Atlas Championship.
Le 10 septembre lors de Chapter 55, il perd le titre Atlas au cours d'un Three Way Match impliquant Timothy Tatcher et WALTER au profit de ce dernier.

### Pro Wrestling Guerrilla (2016–2018)
Le 3 septembre 2016, il fait ses débuts à la Pro Wrestling Guerrilla (PWG) en tant que participant au Battle of Los Angeles 2016, où il est éliminé du tournoi à la suite de sa défaite contre Kyle O'Reilly dans son match de premier tour.
Le 21 avril 2017 lors de PWG Game Over, Man, il bat Adam Cole.
Le 20 octobre lors de PWG All Star Weekend 13 - Tag 1, lui et Jeff Cobb battent The Lucha Brothers (Penta El Zero M et Rey Fénix) et remportent les PWG World Tag Team Championship. Lors de Mystery Vortex V, ils conservent les titres contre Ringkampf (Timothy Thatcher et WALTER).
Le 13 juillet 2018 lors de PWG Threemendous V, il bat Marty Scurll.

### World Wrestling Entertainment (2018-2023)

#### NXTet champion par équipe de laNXTavec Pete Dunne (2018-2020)
Le 19 août 2018, il signe officiellement avec la World Wrestling Entertainment.
Le 31 octobre à NXT, il fait ses débuts dans le show jaune, en tant que Face, et son premier match en battant Luke Menzies. Le 17 novembre lors du pré-show à NXT TakeOver: WarGames II, il bat Kassius Ohno.
Le 26 janvier 2019 à NXT TakeOver: Phoenix, il rebat son même adversaire par soumission dans un Grudge match.
Le 5 avril à NXT TakeOver: New York, il ne remporte pas le titre Nord-Américain de la NXT, battu par The Velveteen Dream. Le 1er juin à NXT TakeOver: XXV, il bat Roderick Strong.
Le 23 novembre à NXT TakeOver: WarGames, il perd face à Finn Bálor. Le lendemain aux Survivor Series, il est dans l'équipe NXT qui perd face à celle de SmackDown dans un 5-on-5 Traditional Survivor Series Man's Triple Threat Elimination Tag Team match, qui inclut également l'équipe Raw.
Le 10 janvier 2020 à NXT, il forme officiellement une alliance avec Pete Dunne et les deux hommes se font appeler The Broserweights. Ensemble, ils battent Mark Andrews et Flash Morgan Webster au premier tour du tournoi Dusty Rhodes Tag Team Classic. Le 26 janvier au Royal Rumble, il entre dans son premier Royal Rumble match masculin en 23e position, mais se fait éliminer par King Corbin. Trois soirs plus tard à NXT, son partenaire et lui remportent le tournoi Dusty Rhodes Tag Team Classic en battant The Grizzled Young Veterans (James Drake et Zack Gibson) en finale, et deviennent aspirants no 1 aux titres par équipe de la NXT. Le 16 février à NXT TakeOver: Portland, ils deviennent les nouveaux champions par équipe de la NXT en battant l'Undisputed Era (Bobby Fish et Kyle O'Reilly), remportant les titres pour la première fois de leurs carrières.
Le 29 avril, à la suite de la pandémie de Covid-19 aux États-Unis, son coéquipier est contraint de rester dans son pays natal, au Royaume-Uni. Ce dernier sera désormais remplacé par Timothy Thatcher. Le 13 mai à NXT, son nouvel équipier et lui perdent face à IMPERIUM (Marcel Barthel et Fabian Aichner), ne conservant pas leurs titres et mettant fin à un règne de 86 jours.

#### Arrivée àSmackDown, Draft àRawet champion des États-Unis (2020-2021)
Le 19 juin à SmackDown, il fait ses débuts dans le show bleu, et son premier match en battant le champion Intercontinental de la WWE, AJ Styles, dans un Lumberjack match sans enjeu. Le 30 août à Payback, il bat King Corbin.
Le 12 octobre à Raw, lors du Draft, il est annoncé être officiellement transféré au show rouge par Stephanie McMahon. Le 22 novembre aux Survivor Series, il est dans l'équipe Raw qui bat celle de SmackDown.
Le 31 janvier 2021 au Royal Rumble, il entre dans le Royal Rumble match masculin en 16e position, élimine Bobby Lashley (avec l'aide de Big E, Daniel Bryan et Christian) avant d'être lui-même éliminé par Seth Rollins. Le 21 février à Elimination Chamber, il devient le nouveau champion des États-Unis de la WWE en battant John Morrison et Bobby Lashley dans un Triple Threat match, remportant le titre pour la première fois de sa carrière et son premier titre personnel. Le 21 mars lors du pré-show à Fastlane, il conserve son titre en battant Mustafa Ali.
Le 11 avril à WrestleMania 37, il perd face à Sheamus, ne conservant pas son titre et mettant fin à un règne de 49 jours.

#### Double champion par équipe deRawavec Randy Orton (2021-2022)
Le 25 avril à Raw, il propose à Randy Orton de former une équipe appelée RK-Bro, ce que l'ancien champion de la WWE accepte en la mettant à l'épreuve. Ensemble, ils battent Shelton Benjamin et Cedric Alexander.
Le 18 juillet à Money in the Bank, il ne remporte pas la mallette, gagnée par Big E. Le 9 août à Raw, son équipier fait son retour, après 7 semaines d'absence, et lui annonce ne plus vouloir faire équipe avec lui. La semaine suivante à Raw, après la victoire de The Viper sur Omos par disqualification, à la suite d'une attaque extérieure d'AJ Styles, il vient en aide au premier qui effectue un Face Turn en revenant sur sa décision, puis en se réconciliant avec lui avec une poignée de mains et un câlin. Il défie ensuite les champions par équipe de Raw pour leurs titres à SummerSlam.
Le 21 août à SummerSlam, ils deviennent les nouveaux champions par équipe de Raw en battant AJ Styles et Omos, remportant les titres pour la première fois de leurs carrières. Le 21 octobre à Crown Jewel, ils conservent leurs titres en battant leurs mêmes adversaires. Le 21 novembre aux Survivor Series, ils battent les champions par équipe de SmackDown, les Usos, dans un Champions vs. Champions Tag Team Match.
Le 1er janvier 2022 à Day 1, ils conservent leurs titres en battant les Street Profits.
Le 10 janvier à Raw, ils perdent face à Alpha Academy (Chad Gable et Otis), ne conservant pas leurs titres et mettant fin à un règne de 143 jours. Le 29 janvier au Royal Rumble, il entre dans le Royal Rumble match masculin en 20e position, élimine Otis et Big E (aidé par Randy Orton), avant d'être lui-même éliminé par le futur gagnant, Brock Lesnar. Le 19 février à Elimination Chamber, il ne remporte pas le titre de la WWE, battu par Brock Lesnar dans un Elimination Chamber match, qui inclut également AJ Styles, Austin Theory, Bobby Lashley (ayant abandonné le combat pour blessure) et Seth "Freakin" Rollins. 
Le 7 mars à Raw, Randy Orton et lui redeviennent champions par équipe de Raw en battant Alpha Academy, Kevin Owens et Seth "Freakin" Rollins dans un Triple Threat Tag Team match, remportant les titres pour la seconde fois. Le 3 avril à WrestleMania 38, ils conservent leurs titres en battant Alpha Academy et les Street Profits dans un Triple Threat Tag Team match. Le 8 mai à WrestleMania Backlash, Drew McIntyre et eux perdent face à la Bloodline dans un 6-Man Tag Team match.
Le 20 mai à SmackDown, ils ne remportent pas les titres par équipe de SmackDown, battus par les Usos dans un Winner Takes All match à la suite des interventions extérieures de Roman Reigns et Paul Heyman, ne conservant pas leurs titres et mettant fin à un règne de 74 jours. Après le combat, ils se font tous deux agresser sauvagement par le trio Samoan.
À la suite de cette attaque, Randy Orton se blesse et doit s'absenter pour une durée indéterminée. Riddle reprend alors sa carrière en solo.

#### Retour en solo et renvoi (2022-2023)
Le 2 juillet à Money in the Bank, il ne remporte pas la mallette, gagnée par Austin Theory. Le 3 septembre à Clash at the Castle, il perd face à Seth "Freakin" Rollins.
Le 8 octobre à Extreme Rules, il prend sa revanche en battant son même adversaire dans un Fight Pit match. Le 22 décembre, il est suspendu par la compagnie, pour avoir échoué deux fois au test de dépistage contre la drogue.
Le 3 avril 2023 à Raw, il effectue son retour de suspension, après 3 mois et demi d'absence, en interrompant le MizTV de l'hôte, se fait attaquer par ce dernier avant de lui porter un Bro Derek. Le 6 mai à Backlash, Kevin Owens, Sami Zayn et lui perdent face à la Bloodline dans un 6-Man Tag Team match.
Le 1er juillet à Money in the Bank, il ne remporte pas le titre Intercontinental de la WWE, battu par Gunther. Le 5 août à SummerSlam, il ne remporte pas la Slim Jim SummerSlam 25-Man Battle Royal, gagnée par LA Knight.
Le 23 septembre, il est renvoyé par la compagnie.

### Major League Wrestling (2023-...)
Le 22 décembre, il rejoint officiellement la Major League Wrestling.
Le 6 janvier 2024 à MLW Kings of Colosseum 2024, il dispute son premier match et bat Jacob Fatu.

### New Japan Pro Wrestling (2024-...)
Le 5 janvier 2024 à New Year Dash 2024, il fait ses débuts à la New Japan Pro Wrestling en tant que Heel dans une vidéo promotionnelle, dans laquelle il défie le président et champion du monde Television de la fédération, Hiroshi Tanahashi. Le 23 février à The New Beginning in Sapporo, il devient le nouveau champion du mode Television de la NJPW en battant Hiroshi Tanahashi et remporte le titre pour la première fois de sa carrière.

## Palmarès

### Dans le catch
- 5 Star Wrestling
- Asistencia Asesoría y Administración
  - 1 fois AAA World Cruiserweight Championship (actuel)
  - 1 fois 5 Star Tap or Snap Championship
- Beyond Wrestling
  - Tournament for Today Men (2016)
- Evolve
  - 1 fois Evolve Championship
  - Style Battle (2016)
- Hope Wrestling
  - 1 fois Hope 24/7 Hardcore Championship
- IWA Mid-South
  - Revolution Strong Style Tournament (2018)
- Keystone Pro Wrestling
  - 1 fois KPW Tag Team Championship avec Punisher Martinez
- Monster Factory Pro Wrestling
  - 1 fois Monster Factory Heavyweight Championship
- New Japan Pro Wrestling
  - 1 fois NJPW World Television Championship
- Pro Wrestling Illustrated
  - Classé No. 116 du top 500 des catcheurs en solo du PWI 500 en 2017
- Progress Wrestling
  - 2 fois Progress Atlas Championship
- Pro Wrestling Chaos
  - 1 fois King of Chaos Championship
- Pro Wrestling Guerrilla
  - 1 fois PWG World Tag Team Championship avec Jeff Cobb
- Scenic City Invitational
  - Scenic City Invitational Tournament (2017)
- Style Battle
  - Style Battle (8, 9)
- Westside Xtreme Wrestling
  - Ambition 8 (2017)
- Wrestling Observer Newsletter
  - Most Improved (2016)
  - Rookie of the Year (2016)
- WWNLive
  - 1 fois WWN Championship (premier)
- World Wrestling Entertainment
  - 1 fois Champion des États-Unis de la WWE
  - 2 fois Champion par équipe de Raw - avec Randy Orton
  - 1 fois Champion par équipe de la NXT - avec Pete Dunne
  - Dusty Rhodes Tag Team Classic (2020) - avec Pete Dunne

### Dans les arts martiaux mixtes
| 13 combats           | 8 victoires | 3 défaites |
| Par KO               | 1           | 1          |
| Par soumission       | 1           | 0          |
| Sur décision         | 5           | 2          |
| Par disqualification | 1           | 0          |
| Sans décision        | 2           | 2          |

| Résultat      | Record | Adversaire        | Méthode                                      | Événement                                    | Date              | Round | Temps | Lieu                              | Notes                                                                                |
| ------------- | ------ | ----------------- | -------------------------------------------- | -------------------------------------------- | ----------------- | ----- | ----- | --------------------------------- | ------------------------------------------------------------------------------------ |
| Victoire      | 8-3-2  | Michael Kuiper    | Soumission (étranglement en guillotine)      | Titan FC 27                                  | 28 février 2014   | 2     | 2:29  | Kansas City (Kansas) (États-Unis) |                                                                                      |
| Sans décision | 7-3-2  | Che Mills         | Sans décision                                | UFC on Fuel TV 7 - Barao vs. McDonald        | 16 février 2013   | 3     | 5:00  | Londres (Grande-Bretagne)         | Riddle remporte le match par décision mais se fait contrôler positif au cannabis.    |
| Victoire      | 7-3-1  | John Maguire      | Décision unanime                             | UFC 154 - St. Pierre vs. Condit              | 17 novembre 2012  | 3     | 5:00  | Montréal (Canada)                 |                                                                                      |
| Sans décision | 6-3-1  | Chris Clements    | Sans décision                                | UFC 149 - Faber vs. Barao                    | 21 juillet 2012   | 3     | 2:02  | Calgary (Canada)                  | Riddle remporte le combat par soumission mais se fait contrôler positif au cannabis. |
| Victoire      | 6-3    | Henry Martinez    | Décision                                     | UFC 143 - Diaz vs. Condit                    | 4 février 2012    | 3     | 5:00  | Las Vegas (États-Unis)            |                                                                                      |
| Défaite       | 5-3    | Lance Benoist     | Décision unanime                             | UFC Fight Night 25 - Shields vs. Ellenberger | 17 septembre 2011 | 3     | 5:00  | La Nouvelle-Orléans (États-Unis)  |                                                                                      |
| Défaite       | 5-2    | Sean Pierson      | Décision unanime                             | UFC 124 - St. Pierre vs. Koscheck 2          | 11 décembre 2010  | 3     | 5:00  | Montréal (Canada)                 |                                                                                      |
| Victoire      | 5-1    | DaMarques Johnson | K.O. technique (coups de poing)              | UFC Live 2 - Jones vs. Matyushenko           | 1er août 2010     | 2     | 4:29  | San Diego (États-Unis)            |                                                                                      |
| Victoire      | 4-1    | Greg Soto         | Disqualification (coup de pied haut illégal) | UFC 111 - St. Pierre vs. Hardy               | 27 mars 2010      | 3     | 1:30  | Newark (New Jersey) (États-Unis)  |                                                                                      |
| Défaite       | 3-1    | Nick Osipczak     | K.O. technique (coups de poing)              | UFC 105 - Couture vs. Vera                   | 14 novembre 2009  | 3     | 3:53  | Manchester (Grande-Bretagne)      |                                                                                      |
| Victoire      | 3-0    | Dan Cramer        | Décision unanime                             | UFC 101 - Declaration                        | 8 août 2009       | 3     | 5:00  | Philadelphie (États-Unis)         |                                                                                      |
| Victoire      | 2-0    | Steve Bruno       | Décision unanime                             | UFC Fight Night 17 - Lauzon vs. Stephens     | 7 février 2009    | 3     | 5:00  | Tampa (États-Unis)                |                                                                                      |
| Victoire      | 1-0    | Dante Rivera      | Décision unanime                             | UFC - The Ultimate Fighter 7 Finale          | 21 juin 2008      | 3     | 5:00  | Las Vegas (États-Unis)            |                                                                                      |

## Récompenses des magazines
- Pro Wrestling Illustrated

| Année | 2016 | 2017 | 2018 | 2019 | 2020 | 2021 | 2022 | 2023 | 2024 |
| ----- | ---- | ---- | ---- | ---- | ---- | ---- | ---- | ---- | ---- |
| Rang  | 281  | 116  | 46   | 69   | 80   | 76   | 89   | 164  | 96   |

## Vie privée
Il se marie avec Lisa Rennie en 2011, et est papa de trois enfants : deux jumelles et un garçon. Le 30 avril 2022, Lisa Rennie et lui se séparent, après 11 ans de mariage.